# Long John Silver (bande dessinée)
Pour les articles homonymes, voir Long John Silver (homonymie).
 (octobre 2018).
Si vous disposez d'ouvrages ou d'articles de référence ou si vous connaissez des sites web de qualité traitant du thème abordé ici, merci de compléter l'article en donnant les références utiles à sa vérifiabilité et en les liant à la section « Notes et références ».
Long John Silver est une série de bande dessinée française écrite par Xavier Dorison et dessinée par Mathieu Lauffray, publiée entre mai 2007 et avril 2013. C'est un hommage au roman L'Île au trésor écrit par Robert Louis Stevenson en 1883.

## Historique
Après leur collaboration sur la série Prophet, et nourris par les récits de grande aventure et de piraterie, Xavier Dorison et Mathieu Lauffray décident de mettre en scène le personnage de Long John Silver dans une séquelle au roman L'Île au trésor. « J’avais envie de tempête, de grand souffle, d’exotisme et de trésor ! En remettant mon nez dans L'Île au trésor, j’ai également retrouvé un plaisir de lecture d’enfance, des madeleines de Proust qui correspondent à cette période de ma vie, à une forme d’innocence. » explique le scénariste.
L’histoire se déroule plus d'une décennie après les évènements du roman de Robert Louis Stevenson. À cette époque la piraterie n’est déjà plus qu’un souvenir, écrasée par une société puissante et castratrice. Pour Mathieu Lauffray « (...) Cet univers exprime pour moi la fin définitive d’une certaine forme de liberté et d’exaltation face à l’efficacité pragmatique du monde moderne (...) J’aime le pirate rebelle des romans, celui qui dit merde à tout et prend le risque de vivre selon ses propres préceptes. Il y a de la beauté dans ces tempéraments, beauté car passion et inévitable échec ».
De 2007 à 2013, la série publiée chez Vents d'Ouest remporte un franc succès et gagne de nombreux prix. Le deuxième tome, Neptune, est sélectionné lors du Festival international de la bande dessinée d'Angoulême 2009.

## Albums
1. Lady Vivian Hastings (2007) - 55 planches  (ISBN 978-2-205-05683-9)
2. Neptune (septembre 2008) - 46 planches  (ISBN 978-2-205-06024-9)
3. Le Labyrinthe d'Emeraude (2010) - 51 planches  (ISBN 978-2-205-06348-6)
4. Guyanacapac (2013) - 56 planches  (ISBN 978-2-205-06751-4)

## Synopsis
- Tome I. Lady Vivian Hastings

1785, aux confins du fleuve Amazone. L'explorateur et officier de la Royal Navy Lord Byron Hastings, et son équipage à moitié décimé par la fièvre, trouvent la mythique cité de Guyanacapac. Ils disparaissent dans la jungle.
Parallèlement en Angleterre, son épouse, Lady Vivian, dilapide sa fortune et multiplie les avortements clandestins. Trois ans après la disparition de Lord Byron, la jeune femme est au bord de la ruine et décide de se remarier avec Lord Prisham, père de l'enfant qu'elle porte, pour regagner un certain "confort". C'est alors qu'elle reçoit la visite de son beau-frère, Edward Hastings, qui lui montre une lettre de Byron donnant les coordonnées de la cité perdue. Guidé par le mystérieux Indien Moxtechica dit "Moc", Edward Hastings se lance à la recherche de son frère et décide de mettre sa belle-sœur au couvent.
Mais Vivian est soucieuse de toucher elle aussi une part du butin. Elle sollicite l'aide du docteur Livesey afin de rencontrer un certain Long John Silver, l'un des derniers représentants de l'âge d'or de la piraterie. Silver vole le navire Neptune à une vieille connaissance arabe et propose à Vivian de l'amener en Amazonie en échange d'une partie du trésor...
- Tome II. Neptune

Sur le Neptune faisant route vers l'Amérique du Sud, les tensions sont fortes. Le capitaine Hastings soupçonne Long John Silver de comploter pour s'emparer du navire. La domestique Elsie lui compte bien lui en fournir la preuve, en lui apportant le pacte de sang signé entre le pirate et Lady Vivian à Bristol. Mais elle est victime d'un "accident". Hastings décide de punir "P'tit Jack", afin de faire un exemple pour asseoir son autorité. Le jeune mousse ne survit pas aux coups de fouets, ce qui rend Silver fou de rage et l'amène à passer à l'acte. Alors que le navire est pris dans une terrible tempête, la mutinerie éclate à bord...
- Tome III. Le Labyrinthe d'Emeraude

La mutinerie à bord du Neptune a été terrible. L'équipage de Long John Silver, désormais seul maître à bord, arrive bientôt en vue des côtes de l'Amérique du Sud. Après avoir franchi d'imposantes falaises, les marins découvrent les eaux calmes d'un lagon paradisiaque. Silver et Dantzig, lieutenant de feu le capitaine Hastings, font équipe pour réparer le navire. Vivian profite de cet instant à terre pour montrer à tous qu'elle n'est pas qu'une simple "Lady".
Le navire s'éloigne bientôt du lagon et s'enfonce dans les eaux d'une jungle hostile. Alors que l'équipage arrive en vue de la colossale cité de Guyanacapac, l'indien Moc dévoile sa véritable nature : un piège infernal se referme sur Long John Silver et ses hommes....
- Tome IV. Guyanacapac

Suivi par Dantzig, le docteur Livesay et La Murène, Long John Silver découvre enfin l'entrée de la cité dans les marais putrides de l’Amazonie. Guyanacapac est occupée par des centaines d'indiens qui se livrent à des sacrifices humains. Silver compte bien sauver ses compagnons prisonniers, et s'emparer de l'or caché dans les entrailles du temple...
Au même moment, Vivian, qui ne peut plus cacher sa grossesse, retrouve le mari qu'elle a tant haï, Lord Byron Hastings. L'explorateur s'est rangé du côté des indiens et désire offrir l'enfant que porte son épouse en sacrifice à Xibalba...

## Les personnages
- Long John Silver : Personnage issu du roman de Robert Louis Stevenson, L'Île au trésor. Silver est un pirate irlandais roublard, manipulateur et excellent conteur. Il peut se montrer prévenant comme cruel pour arriver à ses fins. Il est affecté par la malaria.

- Vivian Hastings : Une jeune femme manipulatrice et sans morale qui profite de l'absence de son mari, Lord Byron Hastings, pour dilapider sa fortune. Enceinte d'un autre homme et ruinée au début de l'aventure, Vivian profite de l’expédition de son beau-frère, Edward Hastings, pour s'emparer du fabuleux trésor de Guyanacapac. L'aventure va bouleverser sa perception du monde.

- Le docteur Livesey : Personnage qui apparaît déjà dans le roman L'Île au trésor. C'est un brave et honnête médecin qui embarque sur le Neptune pour veiller sur la grossesse de Lady Vivian.

- Edward Hastings : Capitaine de vaisseau, frère de Lord Byron Hastings. Il déteste les pirates et l'insubordination, et soupçonne Silver de comploter pour s'emparer du navire.
- Lord Byron Hastings : Explorateur et capitaine de vaisseau de la Royal Navy, Lord Byron découvre la cité mythique de Guyanacapac après des années de recherche.
- Mr Dantzig : Lieutenant d'Edward Hastings à bord du Neptune.
- Elsie Dodwood : Servante de Lady Vivian. Son fils, Oliver, est un bâtard de Lord Hastings. Sa patronne l'oblige contre son gré à embarquer sur le Neptune et à abandonner son fils.
- Mr Bonnet dit La Murène : Un des compagnons de Silver, présenté comme un marin hors pair.
- Sang Noir : Fidèle compagnon de Silver, il a le rôle de contremaître de pont ; c'est l'homme fort de la bande.
- Mr Olaf : Canonnier de Silver.
- Le père La Buse : Autre compagnon de Silver. La Buse est présenté comme le maître charpentier ainsi qu'un « saint homme ».
- Samir Razil : Propriétaire original du navire Le Neptune, marchand et esclavagiste..
- Jack O'Kief : Dit "P'tit Jack", jeune mousse et protégé de Long John.
- Olson Van Horn : maitre d'équipage sur le Neptune.

## Clins d'œil
Plusieurs clins d'œil apparaissent au fil de la lecture et font souvent référence de près ou de loin au roman L'Île au trésor :
- Byron Hastings : il s'agit de l'un des personnages centraux de la série, cependant il est amusant de noter qu'un certain Byron Haskin a été le réalisateur du film L'Île au trésor en 1950 pour les studios Disney.
- Le docteur Livesey : c'est le même personnage figurant dans le roman de Stevenson. Les auteurs se sont attachés à garder son trait de caractère principal : l'honneur.
- The SpyGlass : la longue-vue en anglais. Il s'agit de la même auberge dans laquelle Jim Hawkins vient retrouver Long John Silver dans le roman. Ici c'est Lady Vivian Hastings, accompagnée du docteur Livesey, qui s'y rend.

## Récompenses
- Élue meilleure couverture 2007 par le site BDGest.com
- Prix des rédacteurs 2007 par le site Scénario.com
- Prix du meilleur album du Festival de Nîmes de 2008
- Prix de la meilleure Série du festival de Solliès-Ville 2009
- Sélection officielle du Festival d'Angoulême 2009 pour Neptune
- Prix Saint-Michel 2009 du meilleur dessin pour Neptune